# 勞迪絲四世
勞迪絲四世（英語：Laodice IV），塞琉古帝國王后，先後與兄弟安條克、塞琉古四世與安條克四世結婚。
勞迪絲四世的父親是安條克三世，母親是本都國王米特里達梯二世的女兒勞迪絲三世。

## 子女
與安條克：
- 妮薩

與塞琉古四世：
- 安條克（英语：Antiochus (son of Antiochus III the Great)）
- 德米特里一世
- 勞迪絲

與安條克四世：
- 安條克五世
- 勞迪絲